# Distretto di Majune
Il distretto di Majune è un distretto del Mozambico, facente parte della Provincia di Niassa.